# Megastethodon plagiatus
Megastethodon plagiatus är en insektsart som beskrevs av Schmidt 1927. Megastethodon plagiatus ingår i släktet Megastethodon och familjen spottstritar. Inga underarter finns listade i Catalogue of Life.